# علي حسين محمود
علي حسين محمود (1 يناير 1953) هو مهاجم كرة قدم عراقي سابق، لعب مع منتخب العراق في تصفيات كأس آسيا عام 1976، ولعب للمنتخب الوطني بين عامي 1975 و1980.
علي حسين كان هداف الدوري العراقي الممتاز في موسمي 1979-1980 و1983-1984.

## إحصائيات

### الأهداف الدولية
| #  | تاريخ          | مكان                     | الخصم  | نتيجة | الحصيلة | مسابقة                     |
| -- | -------------- | ------------------------ | ------ | ----- | ------- | -------------------------- |
| 1. | 18 ديسمبر 1978 | ملعب راجامانغالا، بانكوك | الكويت | 1 –0  | 3–0     | دورة الألعاب الآسيوية 1978 |
| 2. | 19 ديسمبر 1978 | ملعب راجامانغالا، بانكوك | الهند  | 1 –0  | 3–0     | دورة الألعاب الآسيوية 1978 |